# دمار قطع متحف الموصل الأثرية
أُعلن عن تدمير القطع الأثرية في متحف الموصل في 26 فبراير 2015، أَصدرت عندها الجماعة المعروفة باسم داعش شريط فيديو يظهر تدميرها.

## متحف الموصل
افتُتِح متحف الموصل عام 1952، وهو ثاني أكبر متحف في العراق، بعد المتحف الوطني العراقي. ينقسم المتحف إلى أربعة أقسام: الردهة الآشورية، والردهة الحضرية، والردهة الإسلامية، وردهة ما قبل التاريخ.

### أهمية المنطقة
تتداخل حدود العراق الحالية مع الامتداد التاريخي لبلاد الرافدين. تعد بلاد الرافدين واحدة من أُولى المناطق التي تطور فيها التحضر، بدءًا من حوالي الألفية الرابعة قبل الميلاد. أصبحت «المدينة» مركز النظام الاجتماعي الجديد، ما أدى إلى الحاجة إلى سلطة مركزية. فنياً، تحمل أرض العراق دليلاً على التحول من الأشكال المنهجية والتخطيطية إلى تمثيلات أكثر واقعية للشكل البشري. تطورت الكتابة خلال هذه الفترة الزمنية أيضًا، ما أتاح للناس وصف الشخصيات الإلهية وتصور الدين. كشفت الجهود الأثرية عن أدلة على بلاد الرافدين كعالم معاصر من خلال الكتاب المقدس، مع العديد من القصص على الألواح المسمارية التي تصف نُسخًا من نصوص توراتية مشابهة.
يأتي فهم العالم للعراق وتاريخه من الجهود الأثرية التي جرت على أرضه. بسبب عدم وجود بقايا معمارية مرئية في المنطقة، فإن بلاد الرافدين والعراق خاصةً، هو المكان الذي تحول فيه البحث عن الكنوز القديمة إلى بدايات البحث الأثري الحقيقي الذي نعرفه اليوم. بحث علماء الآثار في العراق لأكثر من قرن ونصف، ما أتاح لنا قدرًا كبيرًا من الوقت لنفهم حقّاً تأثير المنطقة على أولئك الذين يعيشون هناك، وعلى بقية العالم.

## الدمار (2015)

### محتويات فيديو داعش
في فيديو نُشر في 26 فبراير 2015، دخل تنظيم داعش متحف الموصل بهدف تدمير القطع الأثرية التي اعتبروها «وثنية». يمكن رؤية أعضاء التنظيم وهم يطرحون العديد من التماثيل أرضاً، بينما يستخدمون مطارق ثاقبة ومطارق ثقيلة لإتلاف وجوه التماثيل الأخرى. يظهر المتحدث الرسمي في بداية الفيديو، ويشرح المنطق وراء تصرفات المجموعة. يَفترض أن هذه الأشياء (التماثيل والمجسمات إلخ.) كانت تُعبد بدلاً من الله. ترجمة من الفيديو: «هذه الآثار التي ورائي هي أصنام وتماثيل كان الناس في الماضي يعبدونها من دون الله. وكان من يُسمون الآشوريين والأكاديين وغيرهم يتطلعون إلى الآلهة للحرب والزراعة والمطر التي يقدمون لها الذبائح. أزال النبي محمد الأصنام بيديه العاريتين عندما دخل مكة، وأمرنا بإزالة الأصنام وتدميرها، وفعل أصحاب النبي هذا بعد ذلك الوقت عندما فتحوا البلدان».

### دمار
لم تتضرر كل مجموعة المتحف من قبل داعش. ومع ذلك، كانت المناطق الآشورية والحضرية في المتحف الأكثر تأثراً. لم تظهر الردهة الإسلامية، التي لا تزال تحتوي على العديد من الآثار الثمينة، في الفيديو. لم تُعرض أيضًا ردهة ما قبل التاريخ، على الرغم من إزالة معظم هذه القطع الأثرية قبل التدمير.

#### الآشورية
بوابة نركال: تقع بوابة نركال على الجانب الشمالي من نينوى، وهي مدينة قديمة في بلاد الرافدين تقع في الموصل الحالية. بُنيت البوابة بين 704 و 690 قبل الميلاد، والتي كانت فترة توسع نينوى تحت حكم سنحاريب. ترتبط البوابة بإله بلاد الرافدين القديم نركال، الذي ارتبط بالانقلاب الصيفي والحرب والدمار والجحيم.
لاماسو: يقف اللاماسو عند مدخل البوابة في حدود المدخل. بدأت هذه الشخصيات الأسطورية في الظهور لأول مرة في الفن والعمارة خلال النصف الأول من الألفية الثانية قبل الميلاد، ووصفت بأنها ثيران كبيرة مجنحة برأس بشري. بِغض النظر عن كونها زينة، فإن اللاماسو مجسمات دفاعية، توصف بدقة أكثر بأنها «روح خيرة مرتبطة بفرد أو جماعة أو مكان أو مدخل». تُحاط اللاماسو المنتصبة على مدخل بوابة نينوى بنحت بارز يصور مراحل نقل الثيران برؤوس بشر من المحاجر في بلاطي.
قبل إصدار فيديو داعش في 26 فبراير 2015، كان اللاماسو محفوظاً في حالات مختلفة. من بين التمثالين الموجودين عند مدخل البوابة، لا يزال أحدهما محتفظاً بجزئه العلوي. يُظهر مقطع الفيديو أحد أعضاء تنظيم داعش وهو يثقب وجه اللاماسو على الجانب الأيمن من البوابة. لم يُمس الجزء الأيسر غالباً، إذ فُقد الجزء العلوي منه منذ أواخر القرن التاسع عشر. كانت تلك الموجودة داخل البوابات أقل حفظًا من نظيراتها عند المدخل، ومع ذلك شوهد كلاهما يتضرر بواسطة مطارق ثاقبة وثقيلة. يحتوي القسم الآشوري داخل متحف الموصل أيضًا على لاماسو آخر من طراز سابق متضرر أيضًا على الأغلب.

#### بوابة بلاوات
يضم متحف الموصل في مجموعته العديد من الأطواق البرونزية لبوابة بلاوات، التي بنيت في عهد آشور ناصربال الثاني (883-859 قبل الميلاد). جرى تزيين الأطواق بمناظر الحرب الآشورية والصيد والتكريم. تتمتع بوابة بلاوات بأهمية أثرية وتاريخية لأنها تعد اكتشافًا «رئيسيًا» من موقع «ثانوي». يعد تل بلاوات، الموقع الذي نشأت منه بوابة بلاوات، موقعًا صغيرًا مقارنة بالمواقع الآشورية المجاورة في نينوى ونمرود. من خلال مزيد من البحث، عُثر على تل بلاوات (المعروف أيضًا باسم مدينة إمغور إنليل) ضمن «طريق مجوف» بين نينوى ونمرود، ما يشير إلى أن الغرض منها يشمل الدفاع عن هاتين المدينتين. عُرضت الأطواق في فيديو داعش، لكن من غير المعروف إذا جرى تدميرها في ذلك الوقت. ولأن متحف الموصل قد تعرض للنهب سابقًا في عام 2003، فإن بعض الأطواق كانت مفقودة بالفعل. نظرًا لأن الأطواق تعد محمولة، فمن المحتمل أن بعضها جرى بيعه في السوق السوداء. المتحف البريطاني يحمل زوجًا ثانيًا من بوابة بلاوات، بُني في عهد شلمنصر الثالث. إنها موثقة جيدًا، ويمكن استخدامها للمساعدة في تحديد أطواق آشوربانيبال إذا ظهرت.

#### تماثيل الحضر
كانت الحضر مدينة قديمة تقع بين الإمبراطورية الرومانية والإمبراطورية الفرثية جنوب الموصل الحالية. أهميتها كبيرة، إذ يشير سجلها التاريخي والأثري إلى أنها كانت مدينة تجارية ثرية، متأثرة بشدة بالشعوب والإمبراطوريات المجاورة لها. تحظى أعمال الحضر الفنية باهتمام الباحثين لأنه حُللت على أنها هجينة لأساليب فنية من غرب وشرق المدينة. على سبيل المثال، يوصف تمثال الحضر لإلهة جالسة بأنه يحتوي على ستائر تتماشى مع الأسلوب البوذي، مع وجود عيون كبيرة بارزة نموذجية في أعمال بلاد الرافدين. كان متحف الموصل موطنًا لمجموعة متنوعة من منحوتات الحضر. كانت معظم المنحوتات عبارة عن صور لملوك أو نبلاء الحضر. يُظهر فيديو داعش العديد من هذه المنحوتات وهي تُضرب بمطارق ثقيلة وتسقَط على الأرض. من بين منحوتات الحضر السبع والعشرين المعروفة للملوك، شوهدت أربعٌ متضررة في فيديو داعش. وهذا يمثل خسارة بنسبة خمسة عشر بالمئة لهذه المنحوتات.

#### أصالة القطع الأثرية التالفة المشكوك بأمرها
وفقًا لعلماء آثار عراقيين، نُقلت بعض المجموعات التابعة لمتحف الموصل إلى المتحف الوطني العراقي في بغداد قبل ستة أشهر من إصدار فيديو داعش. هذا أنقذ العديد من القطع الأثرية التي لا تقدر بثمن من التلف.